# Iñapari
Iñapari es una ciudad fronteriza peruana, capital del distrito homónimo y a la vez de la provincia de Tahuamanu en el departamento de Madre de Dios. Se ubica en la triple frontera entre Bolivia, Brasil y Perú.
Iñapari tiene aproximadamente 1.500 hab. y ha venido experimentando un acelerado crecimiento demográfico desde la apertura de la ruta nacional PE-30C (conocida como carretera Interoceánica) que conecta al Perú con Brasil y en particular con la inauguración del Puente de la Integración sobre el río Acre que la une con la localidad de Assis Brasil. 
La economía de Iñapari se basa en el comercio de artesanía aunque también existe un incipiente comercio de bienes con Brasil.

## Emergencia de los inmigrantes haitianos
El 31 de enero de 2012 la ciudad de Iñapari declaró el estado de emergencia debido al súbito arribo de 300 inmigrantes haitianos que viajaban rumbo al Brasil a través de la ruta amazónica. La emergencia se presentó porque el gobierno de Brasil decidió cerrar las fronteras a los inmigrantes haitianos que eran transportados por traficantes de personas de manera clandestina dentro de territorio brasileño.

## Clima
El clima de Iñapari es tropical húmedo con temperaturas altas durante todo el año aunque especialmente de agosto a octubre. En la mayoría de los meses del año en Iñapari hay precipitaciones importantes especialmente son abundantes de octubre hasta abril. La temperatura media anual en Iñapari se encuentra a 25.5 °C. Hay alrededor de precipitaciones de 1625 mm.
| Parámetros climáticos promedio de Iñapari | Parámetros climáticos promedio de Iñapari | Parámetros climáticos promedio de Iñapari | Parámetros climáticos promedio de Iñapari | Parámetros climáticos promedio de Iñapari | Parámetros climáticos promedio de Iñapari | Parámetros climáticos promedio de Iñapari | Parámetros climáticos promedio de Iñapari | Parámetros climáticos promedio de Iñapari | Parámetros climáticos promedio de Iñapari | Parámetros climáticos promedio de Iñapari | Parámetros climáticos promedio de Iñapari | Parámetros climáticos promedio de Iñapari | Parámetros climáticos promedio de Iñapari |
| Mes | Ene.                                      | Feb.                                      | Mar.                                      | Abr.                                      | May.                                      | Jun.                                      | Jul.                                      | Ago.                                      | Sep.                                      | Oct.                                      | Nov.                                      | Dic.                                      | Anual                                     |
| --- | ----------------------------------------- | ----------------------------------------- | ----------------------------------------- | ----------------------------------------- | ----------------------------------------- | ----------------------------------------- | ----------------------------------------- | ----------------------------------------- | ----------------------------------------- | ----------------------------------------- | ----------------------------------------- | ----------------------------------------- | ----------------------------------------- |
| Temp. máx. abs. (°C) | 39.5                                      | 38                                        | 35                                        | 36.2                                      | 35                                        | 35.4                                      | 36.6                                      | 41                                        | 43                                        | 41                                        | 40                                        | 35.4                                      | 43                                        |
| Temp. máx. media (°C) | 30.2                                      | 29.6                                      | 29.8                                      | 29.8                                      | 29.8                                      | 29.9                                      | 30.1                                      | 31.9                                      | 32.0                                      | 31.6                                      | 31.1                                      | 30.4                                      | 30.5                                      |
| Temp. media (°C) | 25.6                                      | 25.2                                      | 25.1                                      | 25.1                                      | 24.7                                      | 23.7                                      | 23.0                                      | 24.4                                      | 25.2                                      | 25.7                                      | 25.6                                      | 25.4                                      | 24.9                                      |
| Temp. mín. media (°C) | 20.9                                      | 20.7                                      | 20.4                                      | 20.3                                      | 19.5                                      | 17.4                                      | 15.9                                      | 16.8                                      | 18.4                                      | 19.8                                      | 20.0                                      | 20.3                                      | 19.2                                      |
| Temp. mín. abs. (°C) | 16                                        | 11                                        | 10                                        | 9                                         | 8.5                                       | 8                                         | 5.2                                       | 8                                         | 8                                         | 14                                        | 10.5                                      | 14.1                                      | 5.2                                       |
| Lluvias (mm) | 216                                       | 226                                       | 200                                       | 179                                       | 79                                        | 17                                        | 16                                        | 35                                        | 75                                        | 140                                       | 221                                       | 221                                       | 1625                                      |
| Humedad relativa (%) | 78                                        | 80                                        | 79                                        | 78.5                                      | 76                                        | 74                                        | 70                                        | 71                                        | 73.5                                      | 75                                        | 76.5                                      | 77                                        | 75.7                                      |
| Fuente: Senamhi (http://www.senamhi.gob.pe/include_mapas/_dat_esta_tipo.php?estaciones=000775), Climate-data.org(http://es.climate-data.org/location/631581/) |                                           |                                           |                                           |                                           |                                           |                                           |                                           |                                           |                                           |                                           |                                           |                                           |                                           |

## Estado de emergencia por inundaciones
El 17 de febrero de 2012 la ciudad de Iñapari fue declarada en estado de emergencia por 45 días debido a serios daños ocasionados por inundaciones tras el desborde de los ríos Acre y Yaverija, a causa de las intensas lluvias.
La Oficina de Defensa Nacional de la administración regional informó que el 80 % de la ciudad de Iñapari se inundó  y los daños fueron  valorizados, en más de 15 millones 230 mil nuevos soles. El reporte de defensa civil estimó en 2.560 el número de damnificados, 512 viviendas afectadas así como más de 10 edificios públicos. Los graves daños y la extensión de la inundación generaron un debate sobre la necesidad de reubicar la ciudad.